# Pino de Baikushev

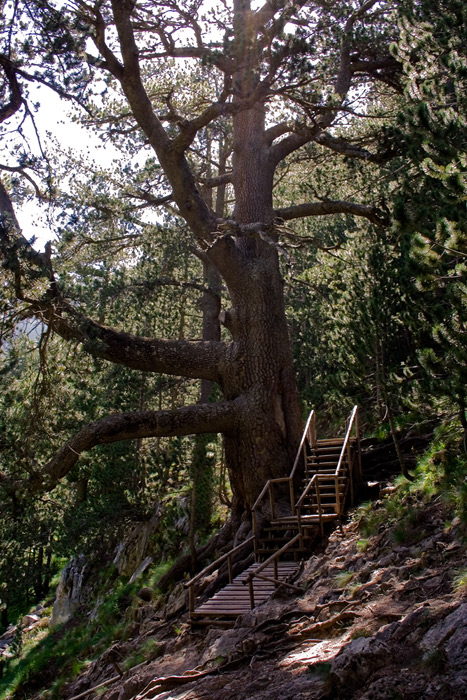
El pino de Baikushev

El pino de Baikushev es una conífera de la especie pino bosnio ( Pinus heldreichii ) situado en Pirin, al suroeste de Bulgaria. Lleva el nombre de su descubridor, el guardabosques Kostadin Baikushev, y está situado cerca del refugio Banderitsa. Con una edad aproximada de unos 1.300 años, el pino Baikushev es uno de los árboles más antiguos del mundo y es un contemporáneo del primer Khan de Bulgaria, Asparukh. Tiene una altura de 26 m,  2,2 m de diámetro y 7,8 m de circunferencia.